# Industrie ardoisière

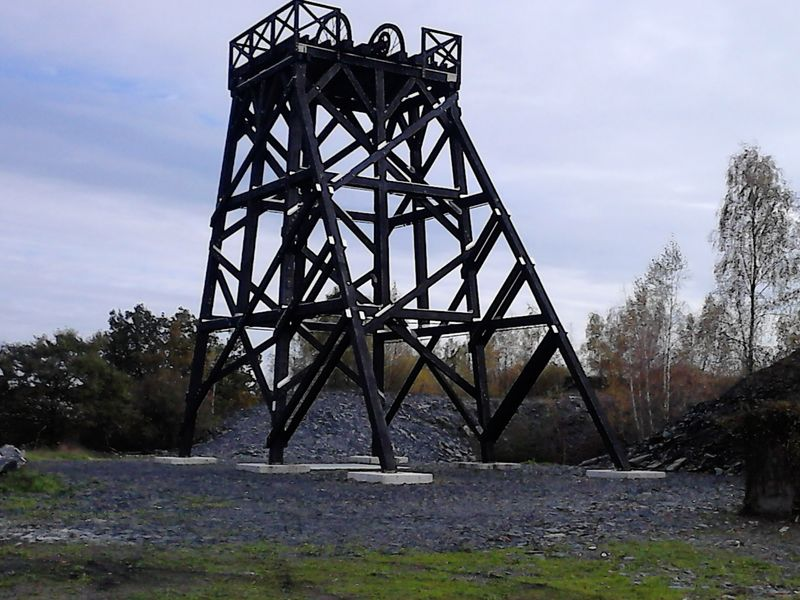
L'exploitation des ardoises a façonné les paysages : les entrées d'ardoisières, chevalements et terrils témoignent d'un passé industriel (ardoisières de La Pouëze).

L'industrie ardoisière est l'industrie consistant en l'extraction et la transformation de l'ardoise. Celle-ci est extraite dans des ardoisières, carrières à ciel ouvert ou souterraines, où les blocs de schiste subissent une transformation et une découpe pour obtenir des ardoises utilisées pour la grande majorité comme matériel de couverture.
On trouve plusieurs sites ardoisiers dans le monde : au Pays de Galles, en Espagne, au Portugal, en Italie, en Allemagne, au Brésil, en Chine et en France.

## Histoire
Déjà utilisée à l'époque romaine, l'ardoise est surtout exploitée à partir du Moyen Âge, d'abord dans des ardoisières à ciel ouvert (par gradins droits, desservis par treuils ou par plans inclinés), puis souterraine (par galeries et piliers abandonnés pour les couches horizontales, par grandes chambres desservies par des puits pour les couches en dressants).
La révolution industrielle, qui débute en Angleterre dans la seconde moitié du XVIIIe siècle, et se diffuse en Europe tout au long du XIXe siècle, bouleverse les formes d'organisation de la production manufacturière : la maîtrise de l'énergie hydraulique et celle des machines à vapeur favorisent le développement de l'emploi des moteurs (actionnant par courroie des moteurs électriques qui fournissent l'électricité pour les pompes d'exhaure, les treuils d'extraction, l'éclairage des galeries, les grues, etc.) et la mécanisation des opérations de transformation (quernage, fendage, rabattage) conduisent à la transformation de l'industrie ardoisière qui passe du stade de l'exploitation artisanale à celui de la grande industrie.

## Techniques d'extractions

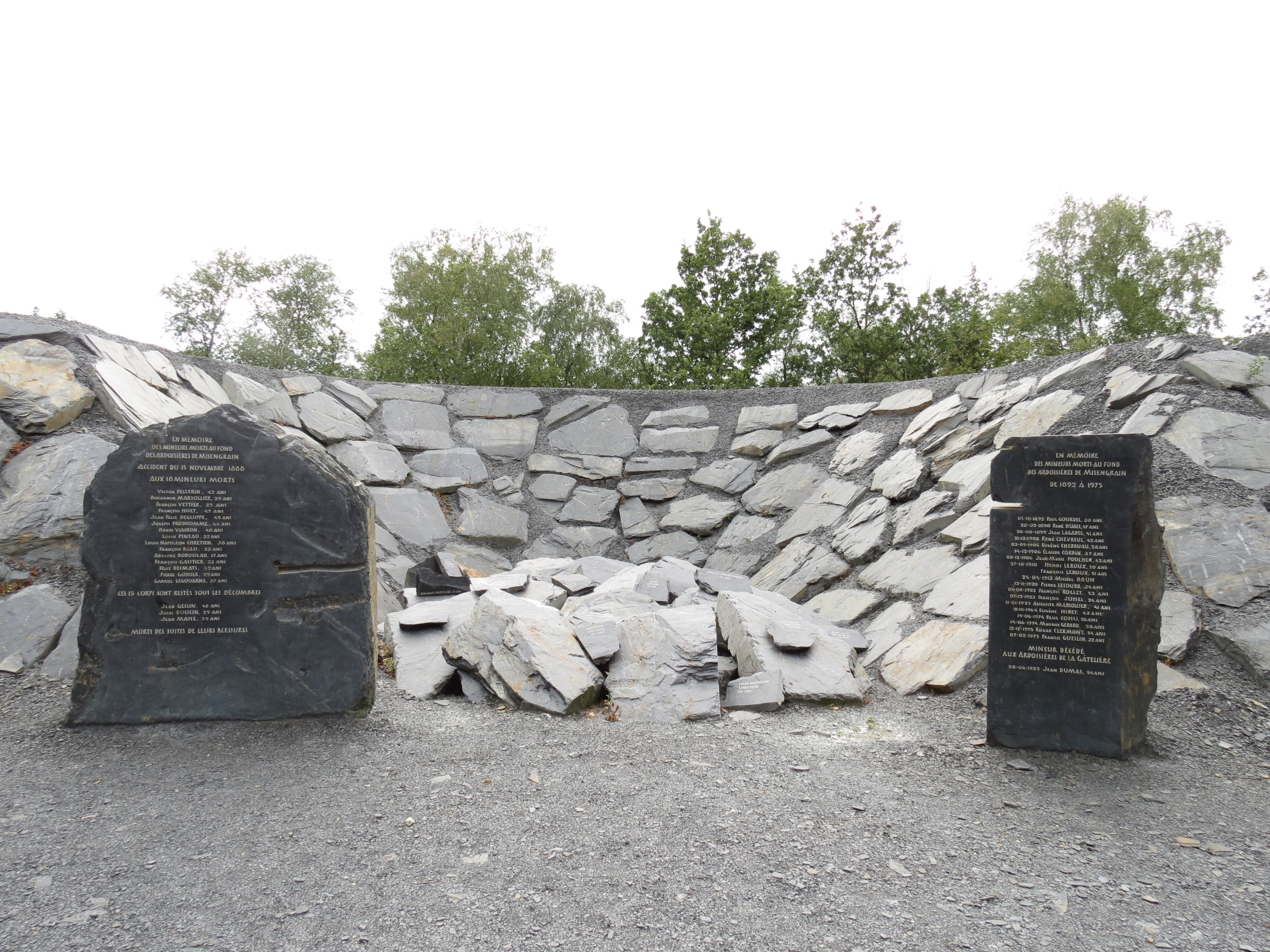
À la suite du grave accident de Misengrain en 1888, qui cause la mort de 18 mineurs, une nouvelle méthode d'exploitation est adoptée : à l'exploitation descendante par gradins droits, on substitue l'exploitation montante en gradins renversés (monument aux mineurs morts des ardoisières de Misengrain).

### Exploitation à ciel ouvert
L'exploitation à ciel ouvert est la méthode d'extraction artisanale qui perdure jusqu'au XIXe siècle. Cette méthode est alors délaissée car, lorsque l'exploitation atteint des profondeurs importantes, elle augmente les risques d'éboulement et d'accidents.

### Exploitation souterraine
L'exploitation souterraine permet d'extraire des schistes ardoisiers plus purs et avec moins de défauts que ceux extraits dans une carrière à ciel ouvert. Les blocs trop volumineux sont soit sciés avant d'être acheminés par wagonnets et remontés à la surface grâce au chevalement, soit directement remontés par dumpers grâce à une descenderie.

## Processus de transformation
L'exploitation à ciel ouvert ou souterraine consiste à débiter les blocs de schiste de centaines de kilogrammes.
Les blocs extraits par les carriers sont amenés aux ateliers de querneurs qui les divisent en « blochets » ou « repartons » (terme usité en France) plus petits, répondant aux dimensions des différents modèles d'ardoises à obtenir. Ces éléments sont remis aux fendeurs d'ardoises, artisans à leur compte payés suivant le modèle et le nombre d'ardoises qu'ils débitent, alors que les mineurs-fonceurs sont des salariés de la mine.
Les fendeurs sont qualifiés d'ouvriers d'à-haut, par opposition aux mineurs qualifiés d'ouvriers d'à-bas.
La dernière opération est le rabattage (appelée aussi rebattage ou rondissage) par laquelle l'ouvrier rebatteur, disposant d'emporte-pièces ou de découpoirs à main, donne à l'ardoise sa forme et ses dimensions, et dote l'élément de couverture d'un léger biseau (l'épaufrure) qui facilite l'écoulement des eaux et améliore l'esthétique.
Selon la taille des exploitations, les opérations de quernage, de fendage et de rabattage sont assurées par la même personne qui, jusqu'au début du XXe siècle, travaille le plus souvent en plein air sur le carreau, se réfugiant en cas d'intempéries dans des abris mobiles ou des cabanes individuelles, construites en pierre sèches avec les déchets de la carrière, servant de local à outils et de stockage des ardoises protégées du séchage avant le fendage.

## Par pays

### France

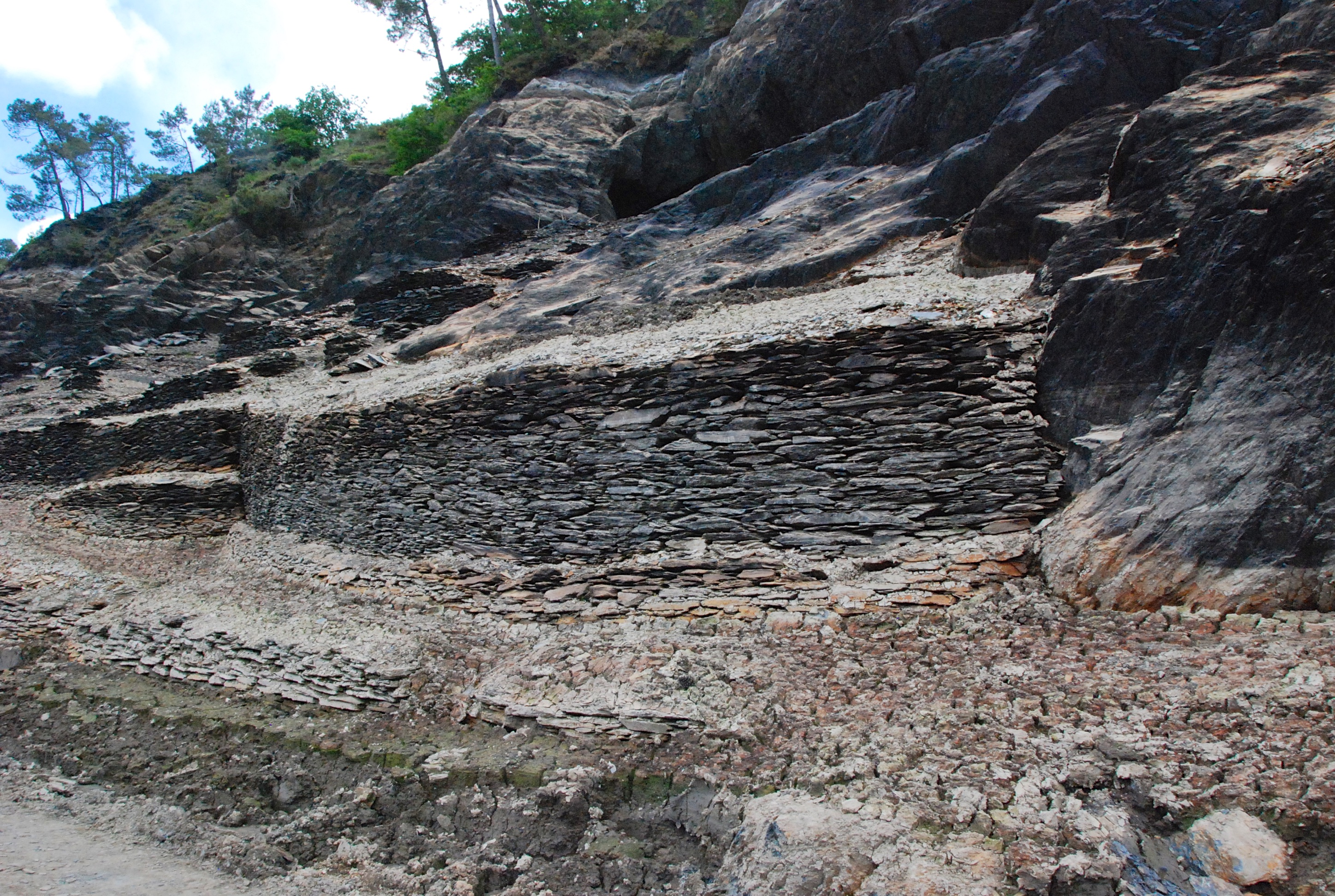
« Tue-vent » dans l'ardoisière de Kériven surplombant le lac de Guerlédan.

En France, l'industrie ardoisière connaît son apogée au XIXe siècle. L'Ouest de la France est le principal centre producteur, avec le Maine-et-Loire comme première région productrice. D'autres exploitations se trouvaient en Bretagne, en Normandie et en Mayenne. En dehors de l'Ouest, on trouve des exploitations dans les Ardennes, dans le Massif central, les Alpes et les Pyrénées.
L'exploitation ardoisière française décline fortement après la Seconde Guerre mondiale. La dernière grande exploitation encore en activité, les ardoisières de Trélazé, en Maine-et-Loire, ferme en 2014.
Il existe encore plusieurs petits producteurs de carrières comme les ardoisières de Corrèze (19), les Ardoises de Plevin (22), les ardoisières du Neez (65), l’ardoisière des Pyrénées (65) et l'ardoisière des 7 Pieds (74).
Chaque année en France, les couvreurs posent 11 millions de m2 d'ardoises, ce qui fait de ce pays « le premier consommateur au monde des ardoises naturelles, notamment le Grand Ouest où ce matériau s'est imposé grâce aux ardoisières d'Anjou » (les Ardoisières d'Angers-Trélazé qui ont fermé en mars 2014). Cependant, la marché français de l'ardoise connaît un déclin depuis les années 2010, en lien à la crise de la construction et à l'architecture contemporaine qui favorise les toits plats et les matériaux de synthèse.

Ardoisières d'Angers
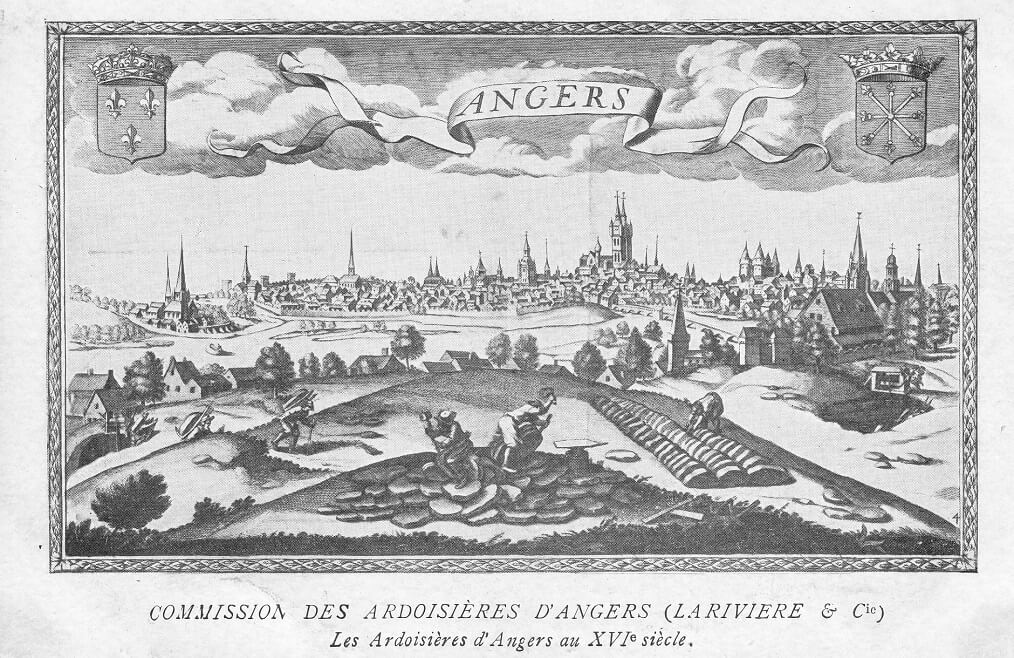
Au XVIe siècle[Note 6].
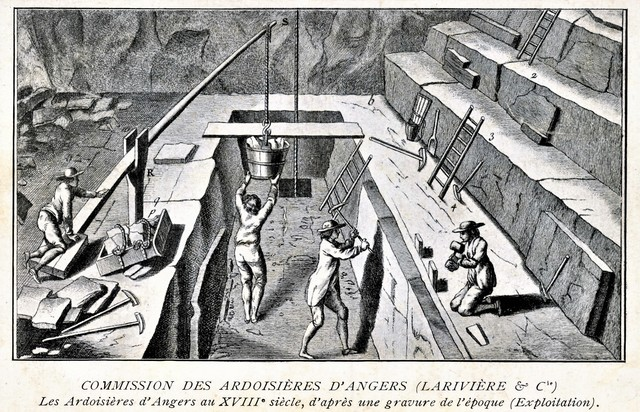
Au XVIIIe siècle, ce sont des exploitations à ciel ouvert par gradins droits.
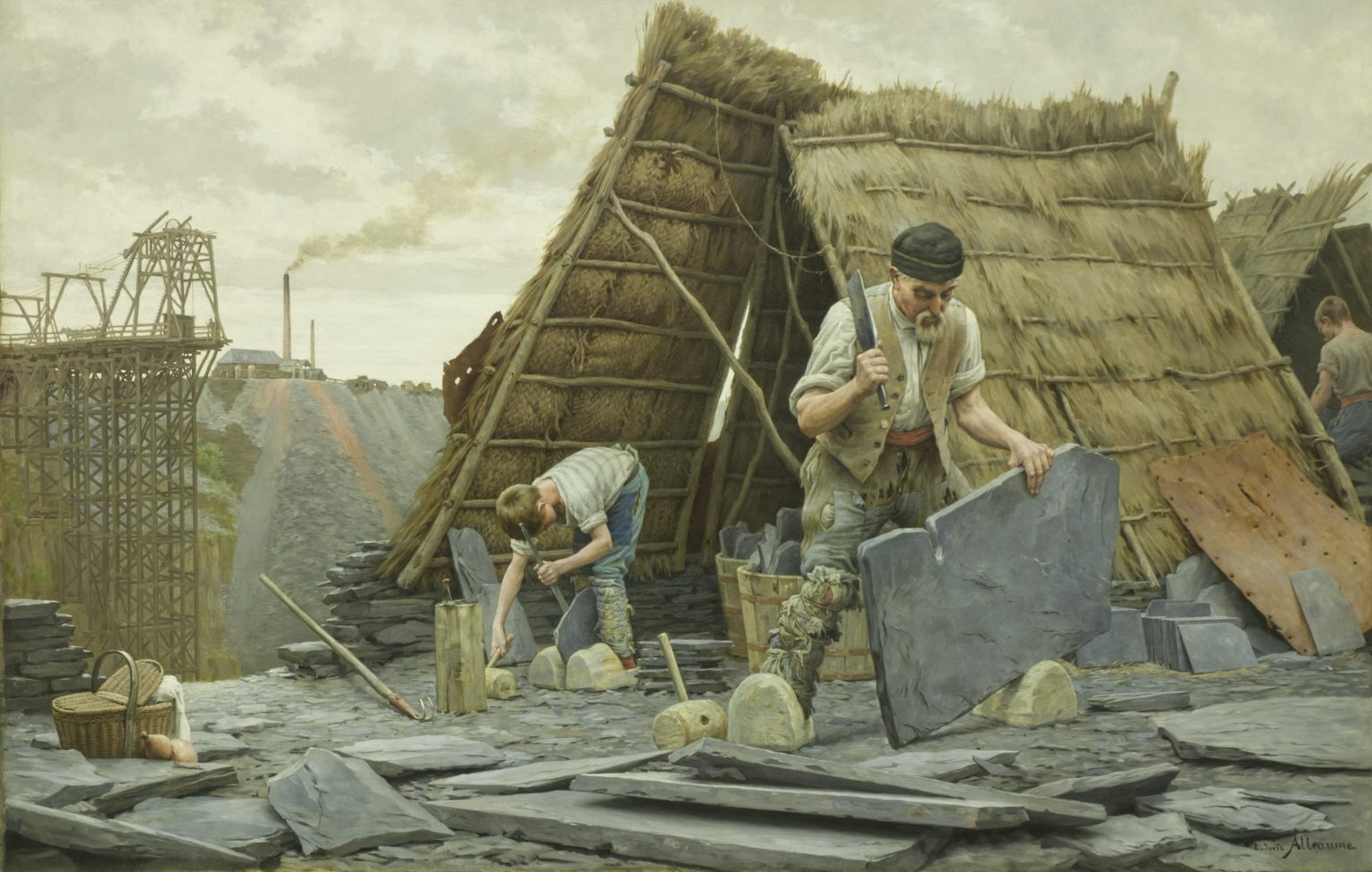
Les Fendeurs d'ardoises. Dans cette toile de Ludovic Alleaume réalisée vers 1887, deux ouvriers d'une ardoisière près d'Angers travaillent près de leur abri mobile[Note 7].

### Royaume-Uni

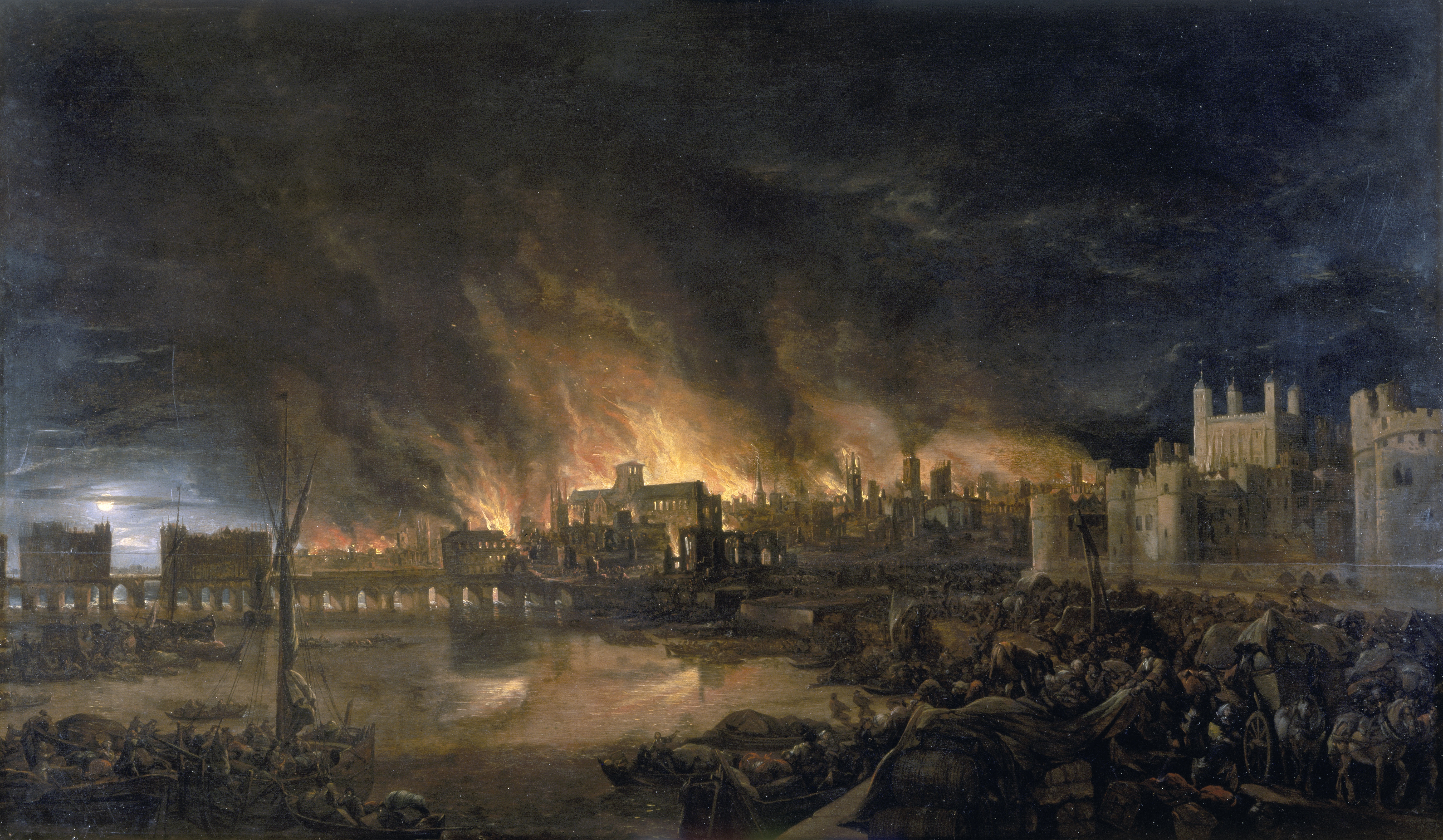
La loi de 1666 sur la reconstruction de Londres à la suite de son incendie, entraîne la reconstruction d'édifices couverts en ardoises dont certaines seraient issues des ardoisières du Segréen et de Renazé.

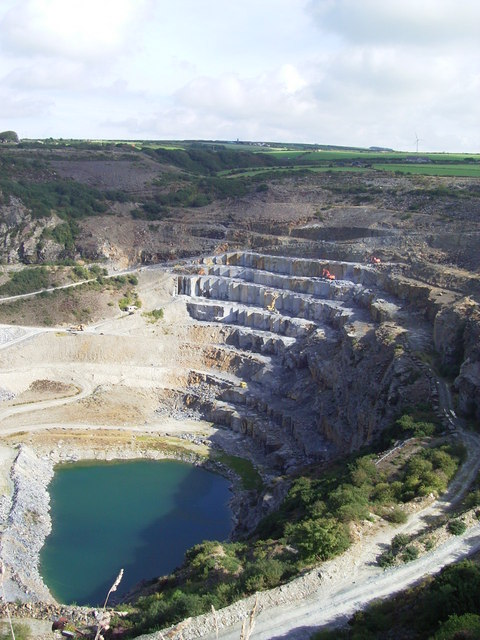
Carrière d'ardoises de Delabole exploitée en front de taille par abattage en gradins.

### Espagne
L'industrie ardoisière en Espagne (en) est un secteur économique important : en 2018, le pays a extrait 450 000 tonnes d'ardoise pour satisfaire près de 90 % de la production totale mondiale.
La Galice est la première région productrice du pays, les plus grandes compagnies ardoisières étant situées à Valdeorras au nord-ouest de l'Espagne, mais également à Quiroga[Laquelle ?], Ortigueira et Mondoñedo.
Cupa Pizarras (22 carrières, 180 000 tonnes, 430 millions d'euros de chiffre d'affaires en 2016) est le leader mondial de cette filière, devant le groupe allemand Rathscheck (de).